# انتخابات ایالات متحده (۲۰۱۹)
انتخابات ایالات متحده (انگلیسی: United States elections, 2019) در روز سه‌شنبه ۵ نوامبر، ۲۰۱۹ برگزار خواهد شد. این انتخابات میان دوره ای شامل انتخابات فرماندار ایالت‌های کنتاکی،لوئیزیانا، می‌سی‌سی‌پی و قوه مقننه ایالتی ایالات متحده آمریکا در ایالت‌های لوئیزیانا، می‌سی‌سی‌پی، ویرجینیا و مجمع عمومی قانونگذاری و مجلس سفلی ایالت نیوجرسی، پیشگامی شهروندان شهردار و برخی انتخابات منطقه‌ای نیز برگزار می‌شود.  و اگر مجال یا جای خالی باشد در انتخابات میان‌دوره‌ای انتخابات کنگره آمریکا نیز برگزار خواهد شد.